# David Maldavsky
David Maldavsky fue un doctor en Filosofía y Letras. Ha escrito numerosos libros sobre teoría, psicopatología, clínica psicoanalítica y, además, sobre metodología de análisis del discurso. Ha publicado también numerosos artículos en revistas nacionales e internacionales, entre las cuales figuran Revista de psicoanálisis (Buenos Aires), Intersubjetivo (Madrid), International Journal of Psychoanalysis, Revista del instituto de Investigaciones (Universidad de Buenos Aires), Studies in psychology/ Estudios en psicología (Taylor and Francis), Acta psiquiátrica y Psicológica de América Latina, Subjetividad y procesos cognitivos (Buenos Aires), Summa Psicológica (Chile), Itinerario (Uruguay) y Desvalimiento Psicosocial (UCES, Buenos Aires), Journal of Advances in Linguistics, Revista Psicoanálisis (APdeBa, Buenos Aires), Revista de psicanálise da SPPA (SPPA, Brasil) y Revista Linguagem & Ensino (Brasil)
Asimismo, dirige dos revistas con referato: Subjetividad y Procesos Cognitivos y Desvalimiento Psicosocial. Muchos de sus escritos fueron traducidos en diferentes idiomas tales como inglés, francés o portugués. 
Fue asesor editorial de la Revista de Psicoanálisis (1966-1980)  y a partir de 1980 es codirector de la Colección de Psicología y Psicoanálisis de la Editorial Amorrortu. 
Fue durante veinticuatro años, docente en la Universidad del Salvador (USAL). 
Además de la influencia de David Liberman, en el desarrollo de los instrumentos el autor se inspiró en los aportes de Greimas, Searle y el Groupe µ

## Trayectoria
En el período 1990-1999 fue decano de la facultad de Humanidades y Ciencias Sociales de la Universidad Hebrea Argentina Bar IIán. Actualmente dirige el Doctorado en Psicología y la Maestría en Problemas y Patologías del Desvalimiento en la Universidad de Ciencias Empresariales y Sociales (UCES), y es integrante del Comité de investigación de la Asociación Internacional de Psicoanálisis de Pareja y Familia (AIPPF). 
Ha obtenido grants de la Asociación Psicoanalítica Internacional, la Royal Society y el Fonsoft. 
Ha dado numerosas conferencias en diferentes universidades del extranjero entre las cuales se encuentran: Universidad de París (VII); Caen, Lyon, Aix en Provence, Bordeaux, Complutense, Barcelona, Salamanca, Ramon Llull, LSE, el Centro Anna Freud de Londres, Unisinos, la Universidad Luterana de Brasil, la Fundación Universitaria Mario Martins (FUMM), la de la República, en Montevideo, la Universidad de Buenos Aires (UBA). Asimismo, ha sido jurado de tesis de Maestría y Doctorado en la Pontificia Universidad Católica de Porto Alegre, la UBA, y la UCES.

## Publicaciones
En los últimos años el autor ha expuesto regularmente sus trabajos en los Annual Meeting de la Society for Psychotherapy Research, en los congresos bianuales de la International Psycho-analytic Association y en los congresos bianuales de la Asociación Internacional de Psicoanálisis de Pareja y Familia. 
Ha publicado numerosos libros entre los cuales destacan: Teoría de las representaciones (1977), El complejo de Edipo positivo, constitución y transformaciones (1982), Estructuras narcisistas. Constitución y transformaciones (1988),  Procesos y estructuras vinculares (1990), Teoría y clínica de los procesos tóxicos (1992), Pesadillas en vigilia (1995), Linajes abúlicos (1996), Sobre las ciencias de la subjetividad (1997), Lenguajes del erotismo (1998) y Lenguaje, pulsiones, defensas (1999).

## Trayectoria de investigación
Desde el 2000 ha desarrollado un método de investigación de las manifestaciones verbales llamado Algoritmo David Liberman (ADL), designado así en homenaje a David Liberman, quien fue pionero en la Argentina en la investigación de las manifestaciones verbales con un enfoque psicoanalítico. El ADL comenzó siendo un método que estudia los deseos, las defensas y su estado en las manifestaciones verbales en tres terrenos: relatos, actos de habla y palabras, y luego se extendió también al estudio de manifestaciones motrices y gráficas. Los conceptos de deseo y de defensa y su estado constituyen para Freud las nociones centrales con las cuales entender las manifestaciones clínicas, cotidianas y de la cultura. 
En los diferentes instrumentos del método, además de la influencia de David Liberman, puede mencionarse la de Greimas, en los análisis de relatos y de la motricidad, la de Searle, en los análisis de los actos de habla, la del Groupe µ, en los análisis de los componentes icónicos y plásticos del signo visual.
El autor ha dedicado varios libros y trabajos, en forma individual y en equipo, a la descripción del método y su aplicación en situaciones clínicas y psicosociales, entre los cuales figuran Investigaciones en procesos psicoanalíticos (2000), La investigación psicoanalítica del lenguaje (2003), Systematic research on psychoanalytic concepts and clinical practice: the David Liberman algorithm (DLA) (2005) y  La intersubjetividad en la clínica psicoanalítica (2007), ADL. Algoritmo David Liberman. Un instrumento para la evaluación de los deseos y las defensas en el discurso (2013). 
Además, los instrumentos del ADL han sido empleados en varias tesis de maestría y de doctorado de alumnos de Argentina, Brasil, México y Ecuador.